# 夕潮台公園
夕潮台公園（ゆうしおだいこうえん）は、京都府舞鶴市浜・北吸にある都市公園（総合公園）である。広さは約4.1ha。

## 概要
東舞鶴市街地の北側、舞鶴市役所や赤れんが倉庫群が立ち並ぶ舞鶴湾傍にある標高約45mの小高い丘の上にある公園。戦国時代には山城である浜村城が築城されており、1575年（天正3年）には、桜井豊前守が居城していたと言われている。
戦時中には旧海軍の軍用地として、周囲に海軍軍人の官舎が約100軒建ち並んでいたことから、今でも地元では官舎山（かんしゃやま）と呼ばれている。戦後、舞鶴市に払い下げられ、公園として整備されたもの。現在でも、西側麓に防空壕の跡が残されている（なお、入り口は扉で塞がれており中に入ることはできない）。
高台に位置していることから、眺望が良く、北西側は舞鶴東港・海上自衛隊舞鶴基地を、南側は東舞鶴市街地を一望することができる。
この公園では、春には約250本の桜が咲く場所であるほか、孤立丘陵であることから、スダジイやコナラなど周辺他の影響を受けない珍しい自生植物の宝庫となっている。この自然状況を記した「夕潮台公園ネイチャーガイドマップ」（舞鶴観光協会編）が作成されるほどである。このため、市内保育所・幼稚園・小学校からの遠足の目的地となっているほか、ハイキングコース・サイクリングコースとして親しまれている。

## 所在地
- 京都府舞鶴市浜・北吸
JR西日本 舞鶴線 東舞鶴駅から自動車・タクシーで約5分、徒歩で約15分。京都交通バスで約5分で市役所前バス停を下車し徒歩すぐ
舞鶴若狭自動車道 舞鶴東IC から、国道27号で約15分

## 施設等
公園
- 入園料：無料
- 駐車場：無
- 散策路
- 東屋
- 具象遊具

## 周辺
- 国道27号
- 赤れんが倉庫群
  - 赤れんが博物館
  - 舞鶴市政記念館
  - まいづる智恵蔵
- 海上自衛隊舞鶴地方総監部